# Psylla wulinensis
Psylla wulinensis är en insektsart som beskrevs av Yang 1984. Psylla wulinensis ingår i släktet Psylla och familjen rundbladloppor. Inga underarter finns listade i Catalogue of Life.